# Oh My Love
Pistes de Imagine
Give Me Some Truth How Do You Sleep?
Oh My Love est une chanson de John Lennon présente sur l'album Imagine sorti en 1971.

## Reprises
La chanson a été reprise par de nombreux artistes, comme Martin Gore (membre de Depeche Mode) dans son album Counterfeit² sorti en 2003, Susheela Raman ou encore par Cécile McLorin Salvant en 2012 sur la musique de Jacky Terrasson dans l'album Gouache de ce dernier. En 2014, le duo Birds on a Wire la reprend dans leur premier album.